# Окушко, Борис Иванович
Борис Иванович Окушко — советский партийный и профсоюзный деятель, первый секретарь Новокузнецкого горкома КПСС (1966—1974), председатель Кемеровского областного совета профсоюзов (1974—1985).

## Биография
Родился 18 апреля 1924 года в городе Томске в семье служащих. Отец в 1933 году репрессирован (погиб в 1940 году, впоследствии реабилитирован). 
C 1934 года жил на Кузбассе. Во время Великой Отечественной войны учился в Новокузнецком металлургическом техникуме, работал грузчиком. По окончании техникума в 1945 году направлен на Енакиевский металлургический завод, через год вернулся в Новокузнецк на Кузнецкий металлургический комбинат, где работал на младших и средних руководящих должностях. В 1953 году окончил металлургическое отделение Сибирского металлургического института. В 1958 году избран заместителем председателя заводского комитета профсоюзов.
С 1959 года возглавлял партийную организацию строящегося Западно-Сибирского металлургического завода. В 1961 году назначен первым секретарём Центрального райкома партии Новокузнецка, 1962 году — возвращается на Кузнецкий металлургический комбинат в должности секретаря парткома.
В январе 1966 года назначен первым секретарём Новокузнецкого горкома КПСС. В октябре 1974 года переведён на должность председателя Кемеровского областного совета профсоюзов. Делегат XXIII — XXVI съездов КПСС. Депутат Верховного совета РСФСР 7-й и 8-й созывов.
С 1985 года после выхода на пенсию преподавал в Кузбасском политехническом институте.
Был награждён двумя орденами Трудового Красного Знамени.
Умер 3 августа 2003 года в Кемерово.